# Walk witt Me
Walk witt Me è il primo album in studio del rapper statunitense Sheek Louch, pubblicato nel 2003.

## Tracce
1. For You (featuring Stephenie Lynn) – 2:07
2. OK – 3:21
3. Turn It Up – 4:24
4. How Many Guns – 3:37
5. In/Out (S.P.) (featuring Styles P) – 4:30
6. I Ain't Forget – 4:18
7. Walk Witt Me (featuring Stephenie Lynn) – 4:15
8. Crazzy – 4:13
9. Ten Hut (featuring Jadakiss) – 2:36
10. How I Love You (featuring Styles P) – 4:52
11. 3-5-4 (Tarrentino) – 3:59
12. Don't Mean Nuthin' (performed by The LOX featuring J-Hood) – 5:03
13. D-Block (featuring J-Hood) – 3:32
14. Mighty D-Block (2 Guns Up) (performed by The LOX featuring J-Hood) – 5:19

## Classifiche
| Classifica (2003) | Posizione raggiunta |
| ----------------- | ------------------- |
| Stati Uniti       | 9                   |